# Conde de Torres Novas
Conde de Torres Novas é um título nobiliárquico criado por D. Luís I de Portugal, por Decreto de 21 de Maio de 1862, em favor de António César de Vasconcelos Correia, antes 1.º Visconde de Torres Novas.
Titulares
1. António César de Vasconcelos Correia, 1.º Visconde e 1.º Conde de Torres Novas;
2. José de Vasconcelos Correia, 2.º Conde de Torres Novas.